# 9. Kanadisches Kabinett
Das 9. Kanadische Kabinett (engl. 9th Canadian Ministry, franz. 9e conseil des ministres du Canada) regierte Kanada vom 10. Oktober 1911 bis zum 12. Oktober 1917. Dieses von Premierminister Robert Borden angeführte Kabinett bestand aus Mitgliedern der Konservativen Partei und der Liberal-konservativen Partei (bis zur Entlassung des letzten liberal-konservativen Ministers am 12. Oktober 1916). Borden führte auch das nachfolgende 10. Kabinett an, eine Koalitionsregierung mit der Liberalen Partei.

## Minister
| Amt                                                                  | Name | Zeitraum |
| -------------------------------------------------------------------- | --- | --- |
| Premierminister                                                      | Robert Borden | 10. Oktober 1911 – 12. Oktober 1917 |
| Außenminister                                                        | Robert Borden | 10. Oktober 1911 – 12. Oktober 1917 |
| Innenminister und General-Superintendent für Indianerangelegenheiten | Robert Rogers William James Roche | 10. Oktober 1911 – 28. Oktober 1912 29. Oktober 1912 – 12. Oktober 1917 |
| Justizminister und Attorney General                                  | Charles Joseph Doherty | 10. Oktober 1911 – 12. Oktober 1917 |
| Miliz- und Verteidigungsminister                                     | Samuel Hughes vakant Albert Edward Kemp | 10. Oktober 1911 – 12. Oktober 1916 13. Oktober 1916 – 22. November 1916 23. November 1916 – 12. Oktober 1917 |
| Marineminister                                                       | John Douglas Hazen | 10. Oktober 1911 – 12. Oktober 1917 |
| Minister für Truppen in Übersee                                      | George Halsey Perley | 31. Oktober 1916 – 12. Oktober 1917 |
| Finanzminister und Schatzmeister                                     | William Thomas White | 10. Oktober 1911 – 12. Oktober 1917 |
| Minister für Inlandsteuern                                           | Wilfrid Bruno Nantel Pierre-Édouard Blondin Ésioff-Léon Patenaude Albert Sévigny                                                                                   | 10. Oktober 1911 – 19. Oktober 1914 20. Oktober 1914 – 5. Oktober 1915 6. Oktober 1915 – 7. Januar 1917 8. Januar 1917 – 12. Oktober 1917 |
| Zollminister                                                         | John Dowsley Reid | 10. Oktober 1911 – 12. Oktober 1917 |
| Seefahrt- und Fischereiminister                                      | John Douglas Hazen | 10. Oktober 1911 – 12. Oktober 1917 |
| Minister für Eisenbahnen und Kanäle                                  | Francis Cochrane | 10. Oktober 1911 – 12. Oktober 1917 |
| Arbeitsminister                                                      | Thomas Wilson Crothers | 10. Oktober 1911 – 12. Oktober 1917 |
| Landwirtschaftsminister                                              | vakant Martin Burrell | 10. Oktober 1911 – 15. Oktober 1911 16. Oktober 1911 – 12. Oktober 1917 |
| Handels- und Gewerbeminister                                         | George Eulas Foster | 10. Oktober 1911 – 12. Oktober 1917 |
| Bergbauminister                                                      | Wilfrid Bruno Nantel Robert Rogers William James Roche Louis Coderre Pierre-Édouard Blondin Ésioff-Léon Patenaude Albert Sévigny (geschäftsführend) Arthur Meighen | 10. Oktober 1911 – 29. März 1912 30. März 1912 – 28. Oktober 1912 29. Oktober 1912 – 9. Februar 1913 10. Februar 1913 – 5. Oktober 1915 6. Oktober 1915 – 7. Januar 1917 8. Januar 1917 – 12. Juni 1917 13. Juni 1917 – 24. August 1917 25. August 1917 – 12. Oktober 1917 |
| Postminister                                                         | Louis-Philippe Pelletier Thomas Chase-Casgrain vakant Pierre-Édouard Blondin                                                                                       | 10. Oktober 1911 – 19. Oktober 1914 20. Oktober 1914 – 29. Dezember 1916 30. Dezember 1916 – 7. Januar 1917 8. Januar 1917 – 12. Oktober 1917 |
| Minister für staatliche Bauvorhaben                                  | Frederick Debartzch Monk Robert Rogers vakant Charles Ballantyne                                                                                                   | 10. Oktober 1911 – 28. Oktober 1912 29. Oktober 1912 – 22. August 1917 23. August 1917 – 2. Oktober 1917 3. Oktober 1917 – 12. Oktober 1917 |
| Staatssekretär für Kanada und Regierungskanzlist                     | William James Roche Louis Coderre Pierre-Édouard Blondin Ésioff-Léon Patenaude Albert Sévigny (geschäftsführend) Arthur Meighen                                    | 10. Oktober 1911 – 28. Oktober 1912 29. Oktober 1912 – 5. Oktober 1915 6. Oktober 1915 – 7. Januar 1917 8. Januar 1917 – 12. Juni 1917 13. Juni 1917 – 24. August 1917 25. August 1917 – 12. Oktober 1917                                                                  |
| Präsident des Kronrates                                              | Robert Borden | 10. Oktober 1911 – 12. Oktober 1917 |
| Solicitor General                                                    | Arthur Meighen vakant Arthur Meighen (geschäftsführend) | 2. Oktober 1915 – 24. August 1917 25. August 1917 – 30. August 1917 31. August 1917 – 3. Oktober 1917 |
| Minister ohne Geschäftsbereich                                       | George Halsey Perley Albert Edward Kemp James Alexander Lougheed                                                                                                   | 10. Oktober 1911 – 30. Oktober 1916 10. Oktober 1911 – 22. November 1916 10. Oktober 1911 – 12. Oktober 1917 |

## Nicht dem Kabinett angehörende Minister
| Amt                                                   | Name                               | Zeitraum                                                                                            |
| ----------------------------------------------------- | ---------------------------------- | --------------------------------------------------------------------------------------------------- |
| Parlamentarischer Unterstaatssekretär für Auswärtiges | vakant Hugh Clark                  | 15. Juli 1916 – 20. Oktober 1916 21. Oktober 1916 – 12. Oktober 1917                                |
| Parlamentssekretär für Miliz und Verteidigung         | vakant Fleming Blanchard McCurdy   | 15. Juli 1916 – 18. Juli 1916 19. Juli 1916 – 12. Oktober 1917                                      |
| Solicitor General                                     | vakant Arthur Meighen Hugh Guthrie | 10. Oktober 1911 – 25. Juni 1913 26. Juni 1913 – 1. Oktober 1915 4. Oktober 1917 – 12. Oktober 1917 |